# Ayutla Tecún Umán
Ayutla (del náhuatl, significa «lugar donde abundan las tortugas») es un municipio del departamento de San Marcos en Guatemala. Su cabecera municipal es la Ciudad Tecún Umán. Está ubicado en el suroeste del país y tiene una población estimada, a mediados de 2020, de 45,401 habitantes.
El municipio cuenta con ocho aldeas, ocho caseríos, ocho barrios, cinco haciendas, tres fincas, cuatro cantones, y dos comunidades agrarias; su cabecera municipal es Ciudad Tecún Umán, y es uno de los dos municipios del país en donde el mismo y la cabecera municipal (el equivalente a capital) son de nombres diferentes (el otro es el municipio de Ixcán, en Quiché, cuya cabecera municipal es Playa Grande).
Su frontera con México fue establecida en 1896, tras el Tratado Herrera-Mariscal que suscribiera el presidente Justo Rufino Barrios en 1882 con el gobierno de México, y por medio del cual el gobierno guatemalteco renunció definitivamente a sus reclamos sobre el territorio de Soconusco y Guatemala perdió cerca de 10,300 km, catorce pueblos, diecinueve aldeas y cincuenta y cuatro rancherías, mientras que México perdió solamente un pueblo y veintiocho rancherías.  Fue tan nefasto el convenio para Guatemala, que el informe del director de la Comisión de Límites, el ingeniero Claudio Urrutia, fue confiscado por el gobierno del presidente Manuel Estrada Cabrera cuando se hizo público en 1900, y luego por el gobierno del licenciado Julio César Méndez Montenegro cuando se reimprimió en 1968.
Precisamente por esa frontera es que Ayutla se convirtió en un sitio estratégico para el narcotráfico y contrabando hacia México;  por ejemplo, Juan Alberto Ortiz López, alias «Chamalé» o el «Hermano Juanito», era un conocido finquero de la región con propiedades en Ayutla que habría fungido como el vínculo directo con Joaquín Archivaldo Guzmán Loera y el Cartel de Sinaloa en Guatemala y que fue extraditado a los Estados Unidos en la década de 2010.

## Toponimia
Muchos de los nombres de los municipios y poblados de Guatemala constan de dos partes: el nombre del santo católico que se venera el día en que fueron fundados y una descripción con raíz náhuatl; esto se debe a que las tropas que invadieron la región en la década de 1520 al mando de Pedro de Alvarado estaban compuestas por soldados españoles y por indígenas tlaxcaltecas y cholultecas.
El topónimo «Ayutla» se deriva de los términos náhuatl «ayotl» (español: «tortuga») y «tlan» (español: «abundancia») y significa «lugar donde abundan las tortugas»

## Geografía física
El municipio se encuentra a orillas del río Suchiate, en la frontera con México en la parte sur del departamento. Cuenta con el puente Rodolfo Robles y con puente para ferrocarril que cruzan el río y llevan a Ciudad Hidalgo, en Chiapas (México). Su territorio es llano en la mayor parte del municipio; sin embargo, en el norte posee algunas montañas de elevación media. Además del río Suchiate, el río Naranjo pasa una parte en los límites del municipio junto con Pajapita, del departamento de San Marcos y con Coatepeque, en Quetzaltenango.

### Clima
Según la Clasificación Climática de Köppen, se categoriza como Clima Tropical de Sabana (Aw). Esto se debe a que el municipio es relativamente llano, con poca altitud a nivel del mar (lo cual las temperaturas máximas son altas) y está a cercanías de las costas del océano Pacífico. Sus precipitaciones marcan los 1500 mm anuales aproximadamente.
| Parámetros climáticos promedio de Ayutla | Parámetros climáticos promedio de Ayutla | Parámetros climáticos promedio de Ayutla | Parámetros climáticos promedio de Ayutla | Parámetros climáticos promedio de Ayutla | Parámetros climáticos promedio de Ayutla | Parámetros climáticos promedio de Ayutla | Parámetros climáticos promedio de Ayutla | Parámetros climáticos promedio de Ayutla | Parámetros climáticos promedio de Ayutla | Parámetros climáticos promedio de Ayutla | Parámetros climáticos promedio de Ayutla | Parámetros climáticos promedio de Ayutla | Parámetros climáticos promedio de Ayutla |
| Mes                                      | Ene.                                     | Feb.                                     | Mar.                                     | Abr.                                     | May.                                     | Jun.                                     | Jul.                                     | Ago.                                     | Sep.                                     | Oct.                                     | Nov.                                     | Dic.                                     | Anual                                    |
| ---------------------------------------- | ---------------------------------------- | ---------------------------------------- | ---------------------------------------- | ---------------------------------------- | ---------------------------------------- | ---------------------------------------- | ---------------------------------------- | ---------------------------------------- | ---------------------------------------- | ---------------------------------------- | ---------------------------------------- | ---------------------------------------- | ---------------------------------------- |
| Temp. máx. media (°C)                    | 34.5                                     | 34.9                                     | 35.9                                     | 35.8                                     | 35.2                                     | 33.7                                     | 34.2                                     | 34.3                                     | 33.8                                     | 33.8                                     | 33.8                                     | 33.9                                     | 34.5                                     |
| Temp. media (°C)                         | 27.1                                     | 27.4                                     | 28.7                                     | 29.3                                     | 29.2                                     | 28.3                                     | 28.5                                     | 28.5                                     | 28.3                                     | 28.3                                     | 27.8                                     | 27.2                                     | 28.2                                     |
| Temp. mín. media (°C)                    | 19.7                                     | 20.0                                     | 21.5                                     | 22.8                                     | 23.3                                     | 22.9                                     | 22.8                                     | 22.7                                     | 22.8                                     | 22.8                                     | 21.8                                     | 20.5                                     | 22                                       |
| Precipitación total (mm)                 | 4                                        | 1                                        | 8                                        | 53                                       | 139                                      | 293                                      | 201                                      | 205                                      | 295                                      | 225                                      | 51                                       | 6                                        | 1481                                     |
| Fuente: Climate-Data.org                 |                                          |                                          |                                          |                                          |                                          |                                          |                                          |                                          |                                          |                                          |                                          |                                          |                                          |

### Ubicación geográfica
Sus colindancias son:
- Norte: Malacatán y Catarina, municipios del departamento de San Marcos
- Este: Pajapita, municipio del departamento de San Marcos y Coatepeque municipio del departamento de Quetzaltenango[12]
- Oeste: CD. Hidalgo

Chiapas, Estado de México
- Sur: Ocós, municipio del departamento de San Marcos.[12]

|                        | Norte: Malacatán Catarina |                           |
| Oeste: Chiapas, México |                           | Este: Pajapita Coatepeque |
|                        | Sur: Ocós                 |                           |

## Gobierno municipal
Los municipios se encuentran regulados en diversas leyes de la República, que establecen su forma de organización, lo relativo a la conformación de sus órganos administrativos y los tributos destinados para los mismos.  Aunque se trata de entidades autónomas, se encuentran sujetos a la legislación nacional y las principales leyes que los rigen desde 1985 son:
| N.º | Ley                                                | Descripción |
| --- | -------------------------------------------------- | --- |
| 1   | Constitución Política de la República de Guatemala | Tiene una regulación legal específica para los municipios en los artículos 253 al 262. |
| 2   | Ley Electoral y de Partidos Políticos              | Ley de carácter constitucional aplicable a los municipios en el tema de la conformación de sus autoridades electas. |
| 3   | Código Municipal                                   | Decreto 12-2002 del Congreso de la República de Guatemala. Tiene la categoría de ley ordinaria y contiene preceptos generales aplicables a todos los municipios, e inclusive contiene legislación referente a la creación de los municipios.             |
| 4   | Ley de Servicio Municipal                          | Decreto 1-87 del Congreso de la República de Guatemala. Regula las relaciones entra la municipalidad y los servidores públicos en materia laboral. Tiene su base constitucional en el artículo 262 de la constitución que ordena la emisión de la misma. |
| 5   | Ley General de Descentralización                   | Decreto 14-2002 del Congreso de la República de Guatemala. Regula el deber constitucional del Estado, y por ende del municipio, de promover y aplicar la descentralización y desconcentración económica y administrativa.                                |

El gobierno de los municipios está a cargo de un Concejo Municipal mientras que el código municipal —ley ordinaria que contiene disposiciones que se aplican a todos los municipios— establece que «el concejo municipal es el órgano colegiado superior de deliberación y de decisión de los asuntos municipales […] y tiene su sede en la circunscripción de la cabecera municipal»; el artículo 33 del mencionado código establece que «[le] corresponde con exclusividad al concejo municipal el ejercicio del gobierno del municipio».
El concejo municipal se integra con el alcalde, los síndicos y concejales, electos directamente por sufragio universal y secreto para un período de cuatro años, pudiendo ser reelectos.
Existen también las Alcaldías Auxiliares, los Comités Comunitarios de Desarrollo (COCODE), el Comité Municipal del Desarrollo (COMUDE), las asociaciones culturales y las comisiones de trabajo. Los alcaldes auxiliares son elegidos por las comunidades de acuerdo a sus principios y tradiciones, y se reúnen con el alcalde municipal el primer domingo de cada mes, mientras que los Comités Comunitarios de Desarrollo y el Comité Municipal de Desarrollo organizan y facilitan la participación de las comunidades priorizando necesidades y problemas.
Los alcaldes que ha habido en el municipio son:
- 2012-2020: Érick Súñiga[14][2]

## Historia

### Comisión de Límites con México

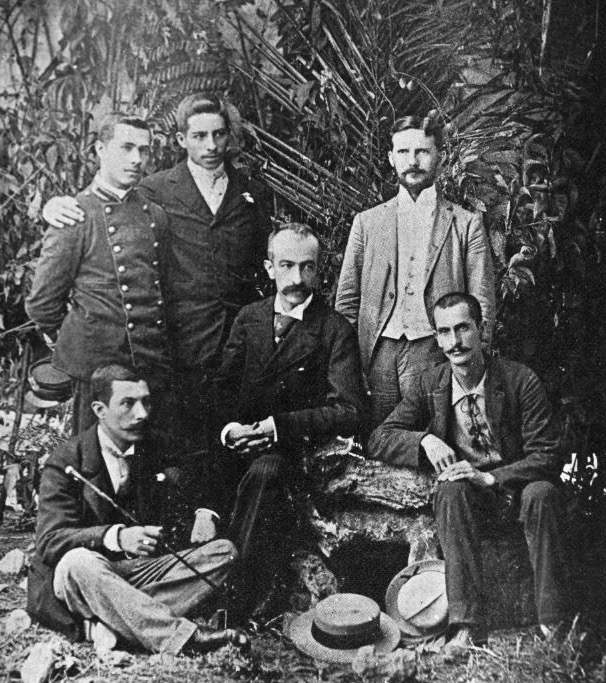
Comisión de ingenieros de Guatemala en el proyecto de la delimitación de límites con México.

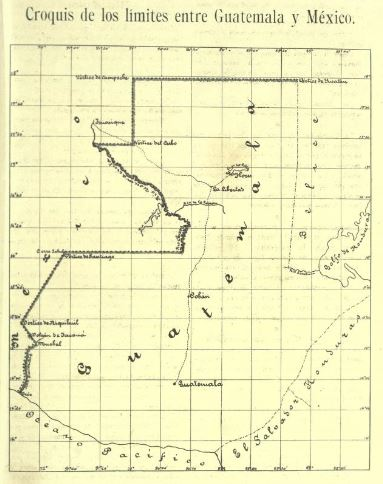
Croquis de los límites de Guatemala y México luego de que la comisión de límites concluyera los trabajos topográficos en 1896.

En virtud del convenio celebrado en la capital de México el 7 de diciembre de 1877 por los representantes de ambos países, fueron nombradas dos comisiones de ingenieros, una por cada nación para que reconocieran la frontera y levantaran un plano que sirviera para las negociaciones entre los dos países; aunque sólo se hizo un mapa de la frontera comprendida entre las faldas del volcán Tacaná y el océano Pacífico, se celebró la reunión del presidente Justo Rufino Barrios y Matías Romero, representante mexicano, en Nueva York el 12 de agosto de 1882, en la que se sentaron las bases para un convenio sobre límites, en las cuales hizo constar que Guatemala prescindía de los derechos que le asistieran sobre Chiapas y Soconusco y se fijaron los límites definitivos.  En noviembre de 1883, se dio principio al trazado de la frontera y al levantamiento del plano topográfico de sus inmediaciones, siendo jefe de la comisión guatemalteca el astrónomo Miles Rock, y sus colaboradores Edwin Rockstroh, Felipe Rodríguez, Manuel Barrera y Claudio Urrutia. En el primer año de trabajo se llegó únicamente al cerro Ixbul, y en el siguiente se buscó llegar al Río Usumacinta o al Río Chixoy, pero fue en extremo difícil debido a que no había caminos en el área.  
En su informe al Gobierno de la República de Guatemala en 1900, el ingeniero Claudio Urrutia indicó que: «[...] el tratado fue fatal para Guatemala. En todo con lo que la cuestión de límites se relacionó durante aquella época, existe algo oculto que nadie ha podido descubrir, y que obligó a las personas que tomaron parte en ello por Guatemala a proceder festinadamente o como si obligados por una presión poderosa, trataron los asuntos con ideas ajenas o de una manera inconsciente». Y luego continúa: «Guatemala perdió por una parte cerca de 15.000 km y ganó por otra, cosa de 5,140 km. Resultado: Una pérdida de 10,300 km. Guatemala perdió catorce pueblos, diecinueve aldeas y cincuenta y cuatro rancherías, con más de 15,000 guatemaltecos, mientras que México perdió un pueblo y veintiocho rancherías con 2500 habitantes: júzguese la equidad en las compensaciones».

### SigloXXI
Juan Alberto Ortiz López, alias «Chamalé» o el «Hermano Juanito», era un conocido finquero de San Marcos que habría fungido como el vínculo directo con Joaquín Archivaldo Guzmán Loera y el Cartel de Sinaloa en Guatemala.
En diciembre de 2010 el diario guatemalteco elPeriódico publicó una investigación basada en información que le proporcionó la Secretaría de Inteligencia Estratégica del Estado (SIE), en la cual explicaba que Ortiz y Guzmán operaban juntos y controlaban el departamento de San Marcos y los municipios fronterizos, desde donde cargamentos de droga habrían salido de Guatemala para ser transportada a México y después a Estados Unidos.
Mauro Salomón Ramírez Barrios, quien guarda prisión desde el 1 de octubre de 2010, supuestamente estaba bajo el mando de Ortiz, pero trató de apoderarse de su territorio, lo que provocó una fuerte enemistad entre ambos capos; de hecho, una intercepción telefónica determinó que Ortiz buscaba matar a Salomón mientras estaba en prisión y este, al escucharla, dio pormenores de la vida amorosa de Chamalé, lo que permitió ubicar a sus convivientes.
En los últimos meses antes de su captura en Guatemala, Ortiz ya no utilizaba los treinta guardaespaldas que lo acompañaban regularmente, reduciendo su protección a solamente tres o cuatro hombres. Asimismo, adquirió propiedades en Guatemala y México, incluyendo fincas ganaderas y dedicadas a la palma africana. Una de sus últimas apariciones públicas fue en abril de 2009 durante la feria de San Marcos, donde participó en un desfile hípico con algunos ejemplares.
Ortiz López también fue propietario de una empresa de cable en Malacatán, pastor de su iglesia evangélica en una de sus fincas del mismo municipio, y tenía registradas más de diez viviendas a su nombre entre Coatepeque Quetzaltenango (departamento) y Ayutla Tecún Umán y Malacatán.
El 8 de julio de 2015, la jueza Virginia Hernández, de la Corte del Distrito Medio de Florida, Estados Unidos, condenó a «Chamalé» a doscientos sesenta y dos meses de prisión y sesenta más de libertad condicional por considerársele culpable de vender, distribuir o almacenar drogas. Según el pliego de acuerdos entre el Gobierno de Estados Unidos y Chamalé, este último aceptó que traficó con drogas al menos desde cerca de 1998 hasta 2011 cuando fue detenido.

## Fiestas
Su patrón es el Señor de las Tres Caídas y sus fiestas patronales se celebran el primer viernes de Cuaresma.
ROMERIA EN HONOR AL SEÑOR DE LAS TRES CAIDAS 
DE LA CIUDAD DE TECUN UMÁN, 
DECLARADA PATRIMONIO CULTURAL INTANGIBLE DE GUATEMALA

Ayutla hospitalaria y próspera, abre sus puertas desde hace 118 años para fundirse en apretado abrazo fraterno con los miles de romerístas que llegan de cercas o de lejos, del altiplano y de Xela, del Sur de México y de Centroamérica en una fecha señalada y esperada, el primer viernes de Cuaresma. Las diferencias de étnicas se dan cita, haciendo a un lado sus tareas diarias. 
Los romerístas se movilizan, llevando consigo lo imprescindible y por unos días, olvidándolo todo o viviendo más intensamente su realidad cotidiana, se entregan al diálogo reconfortante con el Señor y Maestro, guía y conductor de la historia, en él que todo encierra un significado trascendente. Al Templo del Señor de Las Tres Caídas llegan hombres y mujeres, niños, jóvenes y adultos todos con un mismo deseo y propósito, participar en el encuentro festivo y comunitario con el Jesús doliente en él que creyeron sus mayores.
La fe se hace luz y plegaria. La oración que brota del corazón de los humildes se eleva entre las nubes de incienso e invade lo más escondido de las intenciones de sus hermanos, como un holocausto agradable por una vida en fraternidad. 
El templo, lugar Sagrado da especial albergue ahora al peregrino, quien hincado ante la imagen milagrosa del Señor de las Tres Caídas, y con el corazón contrito y preocupado por los suyos, presenta una súplica confiada al Señor de la historia.
Nuestra romería, acontecimiento singular que nació a la sombra del Crucificado, es un  acontecimiento de fe, profundamente cristiano para lugareños y visitantes, sin distinción de origen, contexto de vida o condición social.
La romería es, un tiempo de gracia, un regalo venido de lo alto, una oportunidad de encuentro con Dios. Es la ocasión propicia para volver nuestras mentes y nuestro corazón al hermano, es la hora indicada para saldar deudas y lograr que los valores eternos que ese Jesús doliente trató de inculcar, los hagamos nuestros en la vida de cada día.
El motivo real es el acercamiento a Dios, la reconciliación y la presentación de ofrendas. En ese contexto, entendemos todas las manifestaciones de fe: participación en la Santa Misa, Recepción de los Sacramentos: Penitencia, Eucaristía, ofrenda de candelas e incienso o copal, como ofrenda agradable a Dios, La cera revive el sentido de la luz para el cristiano: su compromiso bautismal de ser guía para sus hermanos. El incienso o copal expresa el gusto por la vida, el aroma que irradia la vida cristiana entendida según el Evangelio de Jesús. También traen primicias: frutos y flores del campo, semillas y granos varios que presentan al Señor con el deseo de una cosecha abundante, que permita el sustento cotidiano, piden la bendición sacerdotal, en especial si es con agua bendita como signo de purificación y renovación. Bendicen imágenes y objetos de piedad que llevaran a sus casas o en recuerdo a un ser querido.
Un poco de historia
Ayutla y su templo son testigos de la fe, de la devoción y del fervor que el peregrino pone en lo que hace, para él no cuenta el tiempo, el calor o las privaciones a que se ve expuesto. Todo esfuerzo es bien empleado con tal de encontrarse con Dios para hablarle en la intimidad del corazón.
Ayutla, población fronteriza con México en la zona costera de San Marcos, alberga hoy en su corazón el santuario religioso del occidente del país y de buena parte de los Estados Mexicanos de Oaxaca y Chiapas.
Sabemos que lo que hoy es Ciudad Tecún Umán, era un poblado indígena en la época de la colonia que pasó a ser hacienda o propiedad donde funcionaba un trapiche de caña. Los dueños del trapiche construyeron allí un sencillo oratorio, presidido por una imagen de Cristo con la Cruz a cuestas y doblegado por el peso de la misma.
Ahí estaba ya una pequeña Casa de Oración o templo desde donde unas modestas campanas convocaban a unos y a otros. Aquel pequeño santuario poco a poco fue quedando rodeado de construcciones y viviendas. De poblaciones  vecinas, mexicanas y guatemaltecas, comienza a llegar una considerable afluencia de gente. Hay quien habla de que aquel lugar de oratorio fue destruido por una erupción del volcán Santa María, pero la milagrosa imagen encontró cobijo bajo una frondosa ceiba a donde llegó una caravana mexicana que encabezó el gobernador Antúnez.
Es en 1902 cuando, a juzgar por los relatos transmitidos de generación en generación la imagen llegó a Tapachula, para recibir la veneración de todo el pueblo católico en un altar preparado frente a la plaza de aquel tiempo. Al resurgir Ayutla y normalizarse su vida social, regresa la imagen en concurrida procesión de fe. Vecinos de Tuxtla Chico, Mazatán, Tapachula, y otros lugares iniciaron la primera romería. 
Poco a poco el oratorio comenzó a ser visitado por trabajadores y por personas de lugares cercanos. La hacienda se convirtió, con el tiempo, en una población habitada por pequeños propietarios. Con la separación de Chiapas y Soconusco en 1823, Ayutla se hace puerto fluvial de entrada al país.
Muchos años la imagen estuvo en una pequeña covacha. Sin embargo a partir de 1956 se inició el actual templo, ya pequeño, donde se le venera en la actualidad el primer viernes de Cuaresma año con año. 
	Año 1914 en cumplimiento de la promesa hecha por la familia Orellana de Colomba, Quetzaltenango, es donado el mundo hecho en madera de una sola pieza.
	En 1923, Lorenzo Aguilar y Señora, de Quetzaltenango, donan el resplandor que posa sobre la cabeza del Señor de Las Tres Caídas.
Durante más de cuarenta años, en cuyo período las romerías crecían notablemente, la imagen estuvo expuesta a la veneración del pueblo católico en una pequeña y rústica covacha de madera. Comienza una nueva etapa para Ayutla. Su progreso agrícola y comercial toma importancia. La romería es un hecho de fe en Guatemala y México. Al concluirse en 1956 el actual templo, la imagen del Señor de las tres caídas tiene su santuario, digna ofrenda de dos pueblos hermanos. Mons. Fray Celestino Miguel Fernández, ofm., primer  obispo de la Diócesis de San Marcos, eleva el templo del Señor de las Tres Caídas a la dignidad de parroquia y el 25 de abril de 1956, es nombrando como primer párroco el Reverendo José Aurelio Fernández, según consta en el libro de registro de bautismos N.º 1 del archivo parroquial. 
El título oficial de la Iglesia es Templo del Señor de las Tres Caídas o del Santo Viacrucis, de ahí que el templo, además de las columnas estructurales está sostenido por catorce columnas centrales que representan las catorce estaciones del viacrucis y forman tres naves simbolizando la Santísima Trinidad, por lo que entrar en este templo nos hace entrar en el misterio del Dios Trinitario. 
Es particularmente hermoso comprobar cómo nada ni nadie detiene a los romeristas, en grupos y en familias, jóvenes y grandes, niños y adultos, todos acuden haciendo solemne proclamación de su fe en esas largas esperas que duran horas y horas para llegar a venerar a Jesús doliente. Cada año el visitante observa un auténtico espectáculo religioso. Es un pueblo que se hinca ante Jesús. Es un pueblo que da lo que tiene, implorando ante el Jesús humillado, lo mejor para los suyos. Ayutla, hoy Ciudad Tecún Umán, acoge festiva a sus visitantes con el mismo cariño que lo hace a lo largo del año, cuando ve sus calles surcadas de rostros hermanos procedentes de remotos lugares. Rostros alegres y rostros
El templo fue remodelado en el año 2008 y reinaugurado el 12 de diciembre de ese mismo año por el Obispo de la Diócesis de San Marcos, Monseñor Álvaro Leonel Ramazzini.
Los actuales colores del templo fueron seleccionados tomando como referencia la devoción particular al Señor De Las Tres Caídas, patrono de la localidad y que nos evoca el espíritu de la pasión de Cristo, el espíritu de la Cuaresma, pues es precisamente la Cuaresma el tiempo de mayor afluencia de peregrinos, y en particular el primer viernes de Cuaresma dedicado a su fiesta titular. De ahí que los tonos violeta y lila claros, además de crear un clima de paz, de serenidad, un ambiente espiritual, nos evocan el espíritu penitencial de la Cuaresma.
Bajo la iniciativa de un grupo de parroquianos en especial el Lic.Luis Cancinos +, Don Edwin Lemus Paiz, el Profesor Arturo García, Don Alfonso Pacheco, Doña Leticia Umaña, los párrocos scalabrinianos Julio López y Fernando Cuevas, han dado seguimiento y respaldo a esta propuesta que se vio coronada con la Publicación de la  DECLARATORIA DE LA ROMERÍA EN HONOR AL SEÑOR DE LAS TRES CAÍDAS COMO PATRIMONIO bajo el acuerdo ministerial n.º 460-2018 Publicado en el Diario de Centro América el 4 de julio de 2018

## Relaciones Internacionales

### Hermanamientos
La ciudad de Ayutla está hermanada con 0002 ciudades alrededor del mundo
- Chiapas Tapachula[18]
- Chiapas Ángel Albino Corzo